# Charles Edward Pearce
Charles Edward Pearce (* 29. Mai 1842 in Whitesboro, Oneida County, New York; † 30. Januar 1902 in St. Louis, Missouri) war ein US-amerikanischer Politiker. Zwischen 1897 und 1901 vertrat er den Bundesstaat Missouri im US-Repräsentantenhaus.

## Werdegang
Charles Pearce besuchte zunächst das Fairfield Seminary und danach bis 1863 das Union College in Schenectady. Während des Bürgerkrieges diente er zwischen 1863 und 1865 als Offizier in verschiedenen Stellungen im Heer der Union. Dabei stieg er bis zum Major auf. Nach dem Krieg ließ er sich in St. Louis nieder. Nach einem Jurastudium und seiner 1867 erfolgten Zulassung als Rechtsanwalt begann er dort in seinem neuen Beruf zu arbeiten. Außerdem stellte er Säcke, Taue und Bindfäden her. Politisch schloss sich Pearce der Republikanischen Partei an. Im Jahr 1877 wurde er Kommandeur des ersten Regiments der Nationalgarde von Missouri. 1888 war Pearce Delegierter zur Republican National Convention in Chicago, auf der Benjamin Harrison als Präsidentschaftskandidat nominiert wurde. Im Jahr 1891 wurde er Vorsitzender einer Verhandlungskommission mit den Sioux.
Bei den Kongresswahlen des Jahres 1896 wurde Pearce im zwölften Wahlbezirk von Missouri in das US-Repräsentantenhaus in Washington, D.C. gewählt, wo er am 4. März 1897 die Nachfolge von Seth Wallace Cobb antrat. Nach einer Wiederwahl konnte er bis zum 3. März 1901 zwei Legislaturperioden im Kongress absolvieren. In diese Zeit fiel der Spanisch-Amerikanische Krieg von 1898. Im Jahr 1900 verzichtete Pearce auf eine weitere Kandidatur. Er starb am 30. Januar 1902 in St. Louis und wurde in Auburn (New York) beigesetzt.